# Test Drive: Eve of Destruction
Test Drive: Eve of Destruction (с англ. — «Тест-драйв: Канун Разрушения») — видеоигра в жанре аркадных автогонок с элементами гонок на выживание, разработанная студией Monster Games и изданная компанией Atari для игровых приставок PlayStation 2 и Xbox 25 августа 2004 года в Северной Америке. Версия для PlayStation 2 также была выпущена в Европе 26 ноября под названием Driven to Destruction. Игра является спин-оффом серии Test Drive.
Аркада сосредотачивается на заездах по специализированным трекам с упором на разрушение транспортных средств, которые, в отличие от остальных частей серии, не лицензированы и являются вымышленными моделями. В режиме «Action» игрок может самостоятельно выбрать автомобиль, трассу и настроить игру, а в «Career» требуется участвовать в соревнованиях, зарабатывая деньги на покупку, ремонт и улучшение машин. Помимо этого, присутствует многопользовательский вариант игры, поддерживающий до четырёх человек.
Игровая пресса поставила Test Drive: Eve of Destruction смешанные оценки, но рецензии в основном носили позитивный характер. К основным достоинствам игры обозреватели относили большое разнообразие типов заездов, качественную графику и весёлый многопользовательский режим. В то же время, минусами критики называли скучную одиночную игру, неудобные элементы интерфейса и повторяющееся музыкальное сопровождение.

## Игровой процесс
Test Drive: Eve of Destruction представляет собой аркадную гоночную игру с элементами гонок на выживание, выполненную в трёхмерной графике.
Игроку доступны на выбор два режима — «Action» и «Career». В первом случае можно самому выбрать транспортное средство, трассу и прочие условия, а также доступен многопользовательский вариант игры до четырёх человек с технологией разделённого экрана. В «Career» игрок должен участвовать в заездах, зарабатывая деньги, которые тратятся на покупку, ремонт и улучшение машин. Заезды разделяются на большое количество разных видов: в некоторых случаях нужно участвовать в стандартной гонке, в других же игроку нужно разрушать машины оппонентов и так далее. За таран соперников, выведение их транспортных средств из строя и победу в заездах игрок повышает очки, которые открывают доступ к новым машинам и трассам. За достижение определённых целей также открываются различные способности, например увеличение повреждения транспортных средств соперников и дополнительное ускорение. После какого-либо заезда в игре можно просмотреть его повтор.
Автомобили в Eve of Destruction, в отличие от всех остальных игр серии, не лицензированы, и являются вымышленными моделями легковых машин, автобусов и скорой помощи, но имеют подробные повреждения при столкновениях вплоть до выведения машины из строя. Транспортные средства разделяются на четыре класса, и каждая из машин имеет разнообразные варианты расцветки. Помимо этого, каждая машина имеет различные показатели скорости, управляемости и прочности.

## Разработка и выход игры
Первоначально игра называлась Driven to Destruction и не входила в серию Test Drive, но позже было принято решение сделать игру частью франшизы и она была переименована в Test Drive: Eve of Destruction. Несмотря на отношение к серии, игра имеет мало общего с её другими частями, а сосредотачивается на соревнованиях с разрушением машин, которые единственный раз во франшизе не были лицензированы реальными производителями. Благодаря усилиям команды разработчиков, в Test Drive: Eve of Destruction было реализовано большое количество типов соревнований, немало внимания уделено ИИ соперников, а также качеству графики со стабильной кадровой частотой, примерно до 60 кадров в секунду. Анонс проекта состоялся 21 апреля 2004 года. В мае игра была показана на выставке E3 2004. 15 июня была подтверждена версия для Xbox.
Саундтрек Test Drive: Eve of Destruction включает в себя семь лицензированных песен от известных исполнителей и групп, таких как Thursday («Between Rupture and Rapture»), Thrice («Artist and the Ambulance»), Hoobastank («Out of Control» и «Same Direction»), Autopilot Off («What I Want»), Роб Зомби («Never Gonna Stop») и Sum 41 («Still Waiting»), которые проигрываются во время заездов. Помимо этого, имеется шесть оригинальных композиций, которые проигрываются во время показа различных видеозаставок и на экране главного меню. Музыкальное сопровождение представлено в жанрах рок и метал. В версии для Xbox также присутствует поддержка добавления пользовательской музыки.
Выход Test Drive: Eve of Destruction состоялся 25 августа 2004 года в Северной Америке. 26 ноября того же года версия для PlayStation 2 была выпущена в Европе под своим первоначальным названием Driven to Destruction. Игра также запускается на Xbox 360 с помощью обратной совместимости.

## Оценки и мнения
| Сводный рейтинг    | Сводный рейтинг | Сводный рейтинг |
| Издание            | Оценка          | Оценка          |
| Издание            | PS2             | Xbox            |
| ------------------ | --------------- | --------------- |
| GameRankings       | 71,58 %         | 74,70 %         |
| Game Ratio         | 78 %            | 73 %            |
| Metacritic         | 73/100          | 72/100          |
| MobyRank           | 72/100          | 71/100          |
| Иноязычные издания |                 |                 |
| Издание            | Оценка          | Оценка          |
| Издание            | PS2             | Xbox            |
| AllGame            | [ 18 ]          | [ 19 ]          |
| EGM                | 6,67/10         | 6,67/10         |
| G4                 | 3/5             | N/A             |
| Game Informer      | 7,75/10         | 7,75/10         |
| GamePro            | [ 23 ]          | [ 23 ]          |
| GameSpot           | 6,8/10          | 6,8/10          |
| GameSpy            | [ 25 ]          | [ 5 ]           |
| GameZone           | 8,3/10          | 7,2/10          |
| IGN                | 6,5/10          | 6,5/10          |
| OPM                | 4/5             | N/A             |
| OXM                | N/A             | 8,3/10          |
| TeamXbox           | N/A             | 7/10            |
| XboxAddict         | N/A             | 92 %            |

Test Drive: Eve of Destruction получила неоднозначные, но в целом положительные отзывы от журналистов. На сайте GameRankings средняя оценка игры составляет 74,70 % в версии для Xbox и 71,58 % для PlayStation 2, а на Metacritic — 73/100 для PlayStation 2 и 72/100 для Xbox.
Рецензенты относили к достоинствам качество графики, большое количество видов заездов и многопользовательский вариант игры. Эд Льюис, обозреватель сайта IGN, заметил, что графика в игре, несмотря на иногда случающиеся падения кадровой частоты, по большей части довольно «чистая»; также критик сказал, что «Eve of Destruction обеспечивает достаточное количество бессмысленных разрушений и хороший повод для избиения машины друга». Алекс Наварро (GameSpot) похвалил «безумный» выбор типов гонок, хорошую графику с подробными повреждениями транспортных средств (но всё так же покритиковал замедления при многочисленных авариях и большом количестве пыли из под колёс) и порекомендовал играть в Test Drive: Eve of Destruction в компании друзей. Рецензент GameSpy, Фрэнк Скиапарелли, отнёс к плюсам хорошее управление автомобилями, разнообразие в заездах и сбалансированную игровую механику. Критику ресурса GameZone под ником jkdmedia понравился продолжительный и проработанный режим карьеры, а также красивая графика. Редакция журнала Game Informer отозвалась о Test Drive: Eve of Destruction следующим образом: «Гоночный жанр уже давно ловит нового крючка, и я думаю, что [студия] Monster начала свой собственный весёлый метод хаоса». Высоко оценили аркаду журналисты из GamePro, которые назвали режим карьеры «захватывающим» и «удивительно уникальным», позволяющем провести много хорошего времени за игрой. Похожим образом о Test Drive: Eve of Destruction отозвался представитель сайта XboxAddict.com под ником RichVGS, который был под впечатлением от наличия выбора из двадцати трёх различных видов заездов, разрушений и режимов.
Среди недостатков журналисты называли повторяющуюся музыку, однообразие геймплея и неудобный интерфейс. Льюис подверг критике бесполезный интерфейс режима карьеры, «играющую в прятки» функцию восстановления автомобиля и слишком малое количество музыкальных треков, которые быстро становятся повторяющимися, а также заявил, что одиночный режим игры, в частности, обычные гонки, вскоре становятся скучными и «вялыми». Похожим образом раскритиковал игру Наварро: по его мнению, саундтрек хоть и содержит песни некоторых достойных современных групп, но ему не хватает разнообразия, а одиночная игра быстро надоедает и удовлетворит только поклонников подобных гонок. Разделил мнение о музыке jkdmedia, по мнению которого, саундтрек в целом был не очень хорошим. Скиапарелли среди отрицательных сторон Test Drive: Eve of Destruction назвал некоторые баги, запутанную систему меню и плохое качество звукового сопровождения. «Широкие спектры гонок в игре варьируются от интересных до причудливых, но один постоянный фактор снижает общее восприятие — их медленный темп» — так высказались об аркаде в журнале Electronic Gaming Monthly. На канале G4 обозреватели заметили, что опыт одиночной игры в конечном счёте слишком ограничен, чтобы рекомендовать её за что-либо иное, чем за арендную плату.